# Cosmos (Elektrohandel)
Unter Cosmos als Elektrohandelskette versteht man zwei verschiedene Gesellschaften mit Sitz in Wien beziehungsweise in der Steiermark. Die Cosmos Elektrohandels GmbH & Co KG war eine österreichische Elektronik-Fachmarktkette, welche Filialen in Kaufhäusern und Einkaufszentren in allen österreichischen Bundesländern besaß und im Jahr 2010 Konkurs anmelden musste. Noch im selben Jahr kaufte die Cosmos RW Elektrohandel GmbH die Rechte am Namen und am Logo auf und eröffnete drei Filialen. Seit der COVID-19-Pandemie existiert nur noch die Filiale in Fohnsdorf, die, ebenso wie der Onlineshop von Cosmos, von der CD1 Handels GmbH betrieben wird.
Das Sortiment des ursprünglich 1975 gegründeten Elektronik-Fachhandels umfasst Telekommunikation, Foto, Computer, HiFi, Games, DVDs, CDs, Fernseher und Zubehör. Haushaltsgeräte waren bereits damals im Sortiment vertreten, nun will man sich aber verstärkt auf diese Produktsparte fokussieren.

## Geschichte

Firmenlogo, 2010

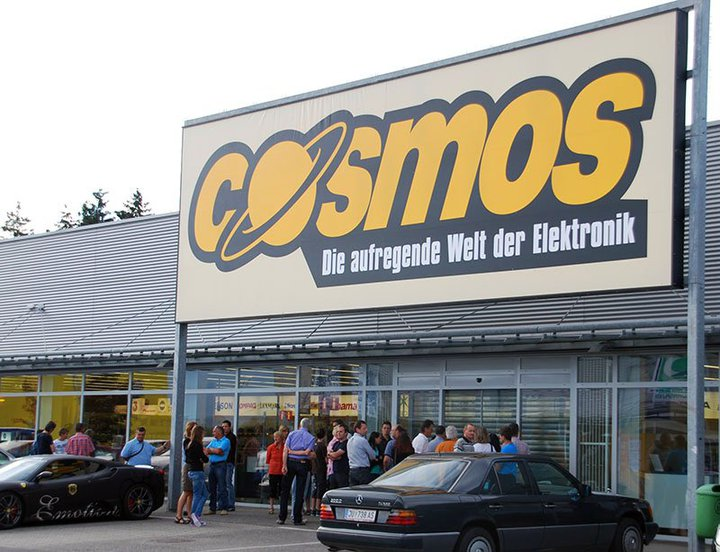
Comosfiliale in Fohnsdorf kurz vor der Neueröffnung

Weitere Logos, welche von der ehemaligen Elektrohandels GmbH & Co KG verwendet wurden

1996 wurde die Kette an die Elektrohandelsgesellschaft Köck verkauft, die damals zu der von Francis Lustig gegründeten Vermögensverwaltungsgesellschaft Kapital & Wert gehörte. Die Anteile an Cosmos-Köck wurden später von der BAWAG übernommen, die damals auch einige der Kaufhäuser besaß, in denen Cosmos-Filialen etabliert wurden. Nach der BAWAG-Affäre und dem Bekanntwerden der hohen Verluste, die die BAWAG mit riskanten Bankgeschäften gemacht hatte, musste sich die Bank von vielen Beteiligungen, die nicht im Bereich ihres Kerngeschäfts lagen, trennen. Cosmos wurde 2006 an die VMS Restrukturierungs- und Beteiligungs GmbH & Co KG verkauft. Zusammen mit der Elektronik-Einzelhandelskette Niedermeyer, die bereits seit 2004 zur VMS gehörte, wurde Cosmos in eine Holding eingebracht, bildete jedoch weiterhin eine eigenständige Filialkette. Es wurde jedoch eine Zentrale mit einem gemeinsamen Zentrallager in Wien-Liesing aufgebaut. Dadurch entstand die größte Elektrohandelsgruppe Österreichs mit einem Marktvolumen von 3,1 Milliarden Euro.
2008 betrug der Umsatz (ohne die eigenständigen Niedermeyer-Filialen) 267 Millionen Euro, es wurden jedoch 11 Millionen Euro an Verlusten verbucht. Daher gingen ab 2009 die beiden Handelsketten verstärkt getrennte Wege und neue Investoren wurden gesucht. Cosmos wurde an die aus Tirol stammenden Brüder Stauder verkauft. Der geplante Einstieg der türkischen ESAS Holding bei Cosmos scheiterte.

## Insolvenz
Nach Bekanntwerden der Überschuldung des Unternehmens mit 35 Millionen Euro im Jänner 2010 wurde die Kündigung von 200 Mitarbeitern und die Anmeldung des Zwangsausgleichs beim Handelsgericht Wien angekündigt. Eine Zwischenfinanzierung für neue Lieferungen während des Ausgleichsverfahrens wurde gesucht.
Nachdem das Ausgleichsverfahren gescheitert war, musste am 17. Februar 2010 der Konkurs angemeldet werden. Zum Zeitpunkt der Konkursanmeldung hatte Cosmos in 27 Standorten insgesamt 1160 Mitarbeiter.
Am 6. März 2010 schlossen 16 der verbliebenen 17 Filialen. Nur die Filiale in Brunn am Gebirge blieb bis zum 17. April 2010 für einen Totalabverkauf der übrig gebliebenen Ware geöffnet.
Im Zuge einer Prüfungstagsatzung am 21. April 2010 wurden von 1509 Gläubigern, darunter 1156 betroffene ehemalige Mitarbeiter, Forderungen in der Höhe von 71 Millionen Euro angemeldet. Auch von den Cosmos-Eigentümern, den Tiroler Brüdern Stauder, wurden Schadenersatzansprüche angemeldet. Für die 18,5 Millionen Euro Schulden der Cosmos-Handelsgesellschaft, die schon Ende 2009 an die slowakische Firma Nove-K der beiden Brüder übertragen worden waren, haben sie Forderungen in der Höhe von 13,8 Millionen Euro an die Konkursmasse gestellt. Schließlich wurden vom Masseverwalter insgesamt nur 17,3 Millionen Euro anerkannt, für die auch nur eine geringe Quote an Auszahlungen in Aussicht gestellt wurde.

## Neueröffnung
Im Juli 2010 wurde bekannt, dass die Namensrechte an Cosmos von einer steirischen Investorengruppe für 50.000 € übernommen wurden. Das neue Unternehmen hat jedoch bis auf den Namen und das bis auf den neuen Untertitel identische Logo mit der Cosmos Elektrohandels GmbH & Co KG nichts gemein, daher können auch die alten Gutscheine und Garantieverlängerungen nicht eingelöst werden. In Fohnsdorf und Leibnitz in der Steiermark wurden noch im Jahr 2010 zwei Fachmärkte eröffnet. Im November 2011 eröffnete der erste Standort außerhalb der Steiermark, die Filiale befindet sich in Mattersburg. Mittelfristig sollen 15 Standorte in ganz Österreich eröffnet werden.

### Anlass
Der Geschäftsführer des neugegründeten Unternehmens sieht den Hauptgrund für die Wiederbelebung der Elektrohandelskette darin, dass es einige Einkaufszentren gäbe, die ohne Elektrohändler auskommen müssten. Zudem bedarf es eines Elektrohändlers, der Nischen abdecke. Außerhalb Wiens sei der Konkurs nämlich an den Menschen vorbeigegangen, die Marke habe noch immer einen hohen Bekanntheitsgrad. Auf das Billigkonzept will man diesmal aber nicht setzen. Man versucht sich eher Richtung Saturn zu bewegen und sich dabei verstärkt auf sogenannte Weißware, also Haushaltsgeräte konzentrieren.

### Filialen
Seit April 2016 gibt es keine 2 eigenständigen Firmen mehr, im Zuge der Zusammenlegung von Fohnsdorf und Mattersburg wurde auch der Firmenwortlaut der RW auf Cosmos Elektrohandel GmbH geändert. Alle Abläufe wurden dabei bestmöglich und einheitlich koordiniert und vorbereitet. Als Standorte sind Bezirksstädte mit großem Einzugsgebiet besonders interessant, Großstädte wie Wien sind derzeit nicht angedacht.
Infolge der Corona-Krise wurde der Standort Mattersburg Ende 2020 geschlossen.
Der bisherige Standort Leibnitz firmierte zuletzt unter dem Namen „Elektrowelt Weinland“. An diesem Standort befindet sich seit 2023 eine Filiale von Media Markt.

### Design & Marketing
Das Logo ist bis auf einen anderen Gelbton und einen anderen Slogan unverändert geblieben. Im Vergleich zur alten Cosmos-Elektrokette setzt man nun vermehrt auf Social Media, wie etwa Facebook sowie auf Online-Handel; auf Fernsehwerbung will man bis auf Weiteres ganz verzichten.